# Eublepharis fuscus
Thằn lằn báo đốm Tây Ấn Độ (eublepharis fuscus) là một loài thằn lằn báo tìm thấy ở miền tây Ấn Độ, với phạm vi của nó có thể kéo dài đến phía đông nam Pakistan. Danh pháp cụ thể "fuscus" có nghĩa đen hay sẫm. 

## Mô tả
Thằn lằn báo đốm Tây Ấn Độ có một thể trạng mạnh mẽ và chiều dài có thể đạt 252 mm từ mỏ đến đuôi. 

## Phân bố
Thằn lằn báo đốm Tây Ấn Độ phân bố rộng rãi ở miền tây Ấn Độ: nó được biết đến từ Tây Ghats (phía bắc Karnataka và khu vực Maharashtra) cũng như từ Gujarat. Nó có thể hiện diện ở Pakistan. 

## Môi trường sống và hành vi
Thằn lằn báo đốm Tây Ấn Độ có thể được tìm thấy trong rừng vùng đồi, cây bụi, đá cuội và cây bụi. Đó là một đêm, con tắc kè trên mặt đất mà ăn bọ cạp và động vật chân đốt khác. 